# Peter Zaremba
Peter Timothy „Pete” Zaremba (ur. 7 kwietnia 1909 w Aliquippa, zm. 17 września 1994 w Kingwood) – amerykański lekkoatleta, młociarz.
Na Igrzyskach Olimpijskich w Los Angeles w 1932 zdobył brązowy medal z wynikiem 50,33 m. Dwukrotnie był wicemistrzem Stanów Zjednoczonych (1932, 1934). 
Swój rekord życiowy (51,98 m) ustanowił 2 lipca 1932 w Berkeley. 